# متزانی
متزانی (به ایتالیایی: Mezzani) یک کومونه در ایتالیا است که در استان پارما واقع شده‌است.

## خصوصیات
متزانی ۲۸٫۶ کیلومترمربع مساحت و ۳٬۳۲۵ نفر جمعیت دارد و ۲۶ متر بالاتر از سطح دریا واقع شده‌است.